# Bruno Ferrara
Bruno Ferrara (* 1966 in Neapel) ist ein italienischer Sänger.

## Leben und Karriere
Mit 13 Jahren gründete Ferrara seine erste Band. Einige Jahre später begann er eine Kochlehre. Nach bestandener Prüfung zog er nach München und lebt seitdem in Deutschland. Mit dem Song Amore mio gelang ihm im Jahr 2008 ein Hit, der in den deutschen Charts für fünf Wochen platziert war und seine höchste Bewertung mit dem 90. Platz dort erreichte. 2009 hatte er einen Auftritt im ZDF-Fernsehgarten. Darauf folgend veröffentlichte Ferrara 2009 sein erstes Album unter den gleichnamigen Titel Amore Mio. Sein Song Pronto Pronto aus seinem Album Amore Mio war im 2009 erschienenen Kinofilm Maria, ihm schmeckt’s nicht! zu hören. Das zweite Album erschien 2011 mit Tempo d’Amore.
Mit dem Song Musica Italiana war er im ZDF-Fernsehgarten und bei „Immer wieder sonntags“ und mit dem Song Senza di te bei „Willkommen bei Carmen Nebel“ auf ZDF zu sehen. 2013 erschien ein drittes Album unter der Bezeichnung io. Darauf folgend war er mit seinen Songs Domenica und Viva la vita im ZDF-Fernsehgarten vertreten. Im Februar 2020 meldete er sich mit der Single Vado a Berlino – Ich geh‘ nach Berlin zurück und im Sommer 2020 folgte mit Una donna bella come te eine weitere Single. Im April 2021 veröffentlichte er zusammen mit Daniele Daverna sein erstes Duett Notte - Nächte. Im Sommer des gleichen Jahres folgten die Singles Alles Sommer (Sei l`estate) und danach Un Amore Italiano mit einer TV-Premiere im ZDF-Fernsehgarten. Anfang Januar 2022 erschien mit Liebe ohne Leiden (Cuore grande grande) eine deutsch-italienische Version von Udo Jürgens Liebe ohne Leiden in Zusammenarbeit mit dem originalen Textdichter Wolfgang Hofer und Musikproduzent Willy Klüter.

## Diskografie

### Alben
- 2009: Amore mio
- 2011: Tempo d'amore
- 2013: io

### Singles
- 2007: Amore mio
- 2009: Amore mio (Maxi-Single)
- 2009: Finalmente
- 2020: Vado a Berlino – Ich geh' nach Berlin
- 2020: Una donna bella come te
- 2021: Notte – Nächte (mit Daniele Daverna)
- 2021: Alles Sommer (Sei l`estate)
- 2021: Un Amore Italiano
- 2022: Liebe ohne Leiden (Cuore grande grande)

## Belege
1. ↑  Single Amore Mio auf offiziellecharts.de
2. ↑  gutelaunetv.de (Memento des Originals vom 4. Januar 2017 im Internet Archive)  Info: Der Archivlink wurde automatisch eingesetzt und noch nicht geprüft. Bitte prüfe Original- und Archivlink gemäß Anleitung und entferne dann diesen Hinweis.
3. ↑  Album auf offiziellecharts.de
4. ↑  BRUNO FERRARA Bruno Ferrara meldet sich mit dem Song "Vado a Berlino - Ich geh´ nach Berlin" zurück!! In: Smago. 21. Februar 2020, abgerufen am 6. Januar 2022 (deutsch).
5. ↑  BRUNO FERRARA Mit „Alles Sommer (Sei l'estate)“ geht er einmal mehr ins Rennen um den Sommerhit! In: Smago. 25. Juni 2021, abgerufen am 6. Januar 2022 (deutsch).
6. ↑  BRUNO FERRARA Mit „Un amore italiano“ weckt er die Sehnsucht nach Italien! In: Smago. 27. August 2021, abgerufen am 6. Januar 2022 (deutsch).
7. ↑  BRUNO FERRARA Aus Udo & Jenny Jürgens' "Liebe ohne Leiden" hat er "Liebe ohne Leiden – cuore grande grande" gemacht! In: Smago. 5. Januar 2022, abgerufen am 6. Januar 2022 (deutsch).

| Personendaten    | Personendaten        |
| ---------------- | -------------------- |
| NAME             | Ferrara, Bruno       |
| KURZBESCHREIBUNG | italienischer Sänger |
| GEBURTSDATUM     | 1966                 |
| GEBURTSORT       | Neapel, Italien      |